# Flins-sur-Seine
Flins-sur-Seine är en kommun i departementet Yvelines i regionen Île-de-France i norra Frankrike. Kommunen ligger i kantonen Aubergenville som tillhör arrondissementet Mantes-la-Jolie. År 2022 hade Flins-sur-Seine 2 436 invånare.

## Befolkningsutveckling
Antalet invånare i kommunen Flins-sur-Seine
| Referens: INSEE |